# Monster Rancher
Cet article concerne la série de jeux vidéo. Pour le jeu vidéo homonyme, voir Monster Rancher (jeu vidéo). Pour la série d'animation éponyme, voir Monster Rancher (anime).
Monster Rancher, connu au Japon sous le nom de Monster Farm (モンスターファーム, Monsutā Fāmu), est une série de jeux vidéo de rôle et de simulation, créée par la société Tecmo. La série recense actuellement un total de quatorze jeux vidéo (en date de 2012) commercialisés sur divers supports vidéoludiques, en plus de nombreux titres en projet. La série a été adaptée en l'anime éponyme. Cette franchise est renommée pour éviter toute confusion avec la série des jeux Monster Farm (en) de Saban qui avait été auparavant diffusé en même temps que l'anime Monster Rancher.

## Histoire
Initialement nommée Monster Farm, la série Monster Rancher a souvent été comparée à Pokémon, même si les deux séries varient complètement. Les jeux vidéo de la série Pokémon sont principalement des jeux vidéo de rôle, tandis que les jeux vidéo de la série Monster Rancher sont principalement axés de simulation. Le style de jouabilité de Monster Rancher est similaire à celui d'autres jeux de simulation du style animal de compagnie virtuel comme Digimon, et à des jeux de dressage hippique pour gagner des courses, comme la série de jeux vidéo Gallop Racer, également développée par Tecmo.
Dans cette série de jeux vidéo, le joueur incarne la peau d'un dresseur de monstres dont le but est d'élever un monstre pour gagner les tournois. Le dresseur doit prendre en main son monstre, l'entraîner, le garder en bonne forme, lui faire faire de l'exercice et tenter d'augmenter chacune de ses capacités avant qu'il ne meure ou qu'il ne soit officiellement retiré de la compétition. Les monstres deviennent bons ou mauvais selon le dressage qu'ils obtiennent ; les monstres loyaux ont la capacité d'infliger de plus gros dégâts tandis que les monstres déloyaux refuseront d'obéir voire de combattre. Les monstres officiellement retirés de la compétition peuvent être fusionnés pour créer des monstres plus puissants. Bien que cette série n'ait été médiatisé, de nombreux joueurs se sont laissé tenter par ces jeux. Dans Monster Rancher, Monster Rancher 2, Monster Rancher 3, Monster Rancher 4, et Monster Rancher EVO, des monstres peuvent être généré grâce à n'importe quel type de CD inséré dans la console,. Monster Rancher 3, Monster Rancher 4, et Monster Rancher EVO peuvent également faire usage de DVD.

## Liste des jeux

### PlayStation
- Monster Rancher
- Monster Rancher 2
- Monster Rancher Hop-A-Bout
- Monster Rancher Battle Card: Episode II

### Game Boy Color
- Monster Rancher Battle Card Game
- Monster Rancher Explorer

### PlayStation 2
- Monster Rancher 3
- Monster Rancher 4
- Monster Rancher EVO

### Game Boy Advance
- Monster Rancher Advance
- Monster Rancher Advance 2

### Nintendo DS
- Kaite Shabette Hajimeyou!: Monster Farm DS
- Monster Rancher DS (connu sous le titre de Monster Farm DS 2: Yomigaeru! Master Breeder Densetsu au Japon)

### Microsoft Windows
- Monster Farm Online

### Android
- My Monster Rancher

## Anime
Monster Rancher est une série d'animation basée sur la série de jeux vidéo éponyme. Elle est diffusée pour la première fois au Japon sur la chaîne de télévision TBS. Hors des frontières, il est diffusé aux États-Unis sur BKN, Fox, Fox Family et Sci-fi, sur Fox Kids en France, et sur YTV au Canada. Au total, 2 saisons de 73 épisodes sont diffusées et dispersées en trois saisons dans la version anglophone. Des coffrets DVD sont commercialisés aux États-Unis, et à l'international.

## Accueil
La série des jeux vidéo Monster Rancher est accueillie de manière mitigée par la presse spécialisée,.